# Al Lowe
Al Lowe (24 juli 1946) is een Amerikaanse muzikant en spelontwikkelaar/programmeur die verschillende avonturenspellen ontwikkeld heeft, meestal voor Sierra On-Line. Hij is het bekendst door zijn creatie van de langlopende spellenserie Leisure Suit Larry.

## Carrière
Lowe begon zijn carrière als muziekdocent. Na 15 jaar besloot hij om zichzelf te leren programmeren en in 1982 ontwikkelde hij drie games voor de Apple II: Dragon's Keep, Bop-A-Bet en Troll's Tale. Sierra Entertainment kocht deze games in 1983 en Lowe werkte daarna 16 jaar lang voor hen als programmeur en spelontwikkelaar.
Zijn eerste projecten waren onder andere Winnie the Pooh in the Hundred Acre Wood, Donald Duck's Playground en Taran en de Toverketel. 
In 1986 was hij hoofdprogrammeur van King's Quest III en Police Quest I, waarbij hij ook de muziek voor andere Sierra-games componeerde.
Hij is vooral bekend van zijn spellenreeks Leisure Suit Larry en de aantrekkelijke themamuziek die hij ervoor componeerde. Na het succes van deze serie ontwierp Lowe ook andere games, zoals Torin's Passage en Freddy Pharkas: Frontier Pharmacist.
In 1994 verhuisde hij met zijn gezin naar Seattle en sinds 1998 geniet hij van zijn pensioen.
Lowe werd later door Replay Games aangetrokken om te werken aan high-definition-remakes van de eerste zeven Leisure Suit Larry-games, behalve Magna Cum Laude en Box Office Bust, de enige Larrytitels waar Lowe geen betrokkenheid bij had.